# Anaxipha vittata
Anaxipha vittata är en insektsart som först beskrevs av Bolívar, I. 1888.  Anaxipha vittata ingår i släktet Anaxipha och familjen syrsor. Inga underarter finns listade i Catalogue of Life.